# Чистяков, Иван Егорович
Иван Егорович Чистяков (25.12.1921, Красноярский край — 14.06.1995, Тюмень) — командир орудия 29-го истребительно-противотанкового дивизиона 396-й стрелковой дивизии 13 армии, старшина.

## Биография
Родился 25 декабря 1921 года в деревне Кияй Манского района Красноярского края в крестьянской семье. Окончил 6 классов. Работал трактористом.
В Красной Армии с апреля 1941 года. В боях Великой Отечественной войны с июня 1941. Сражался на Южном, Северо-Кавказском и 1-м Украинском фронтах. Член ВКП/КПСС с 1942 года.
Командир орудия 29-го истребительно-противотанкового дивизиона старший сержант Иван Чистяков со своим расчётом 14 декабря 1943 года в бою под городом Житомир подбил два вражеских танка и штурмовое орудие. За мужество и отвагу, проявленные в боях, 1 января 1944 года старший сержант Чистяков Иван Егорович награждён орденом Славы 3-й степени.
Командир орудия 29-го истребительно-противотанкового дивизиона старший сержант Чистяков в бою за село Богородичин, расположенное в 10-и километрах западнее посёлка городского типа Обертин Тлумачского района Ивано-Франковской области Украины 1 мая 1944 года прямой наводкой поразил самоходное орудие противника, два пулемёта и более отделения пехоты. За мужество и отвагу, проявленные в боях, 24 августа 1944 года старший сержант Чистяков Иван Егорович награждён орденом Славы 2-й степени.
В боях восточнее польского населённого пункта Заган в составе 396-й стрелковой дивизии орудийный расчёт старшины Ивана Чистякова 12-14 февраля 1945 года подбил вражеский танк, полевое орудие, бронетранспортёр. Попав уже раненным в окружение, старшина Чистяков вместе с воинами-артиллеристами в рукопашной схватке прорвал вражеское кольцо, вывел бойцов и спас орудие.
Указом Президиума Верховного Совета СССР от 27 июня 1945 года за образцовое выполнение заданий командования в боях с немецко-вражескими захватчиками старшина Чистяков Иван Егорович награждён орденом Славы 1-й степени, став полным кавалером ордена Славы.
После войны старшина сверхсрочной службы Чистяков И. Е. продолжал службу в армии. С 1962 года — в запасе.
Жил в городе Тюмень. Работал во вневедомственной охране МВД, затем трудился в «Главтюменьгеологии».
Скончался 14 июня 1995 года. Похоронен в Тюмени на Червишевском кладбище.
Награждён орденами Отечественной войны 1-й и 2-й степени, Красной Звезды, Славы 1-й, 2-й и 3-й степени, медалями.